# Toyota (Aichi)
Toyota (japanisch 豊田市, -shi) ist eine Stadt in der Präfektur Aichi auf Honshū, der Hauptinsel von Japan.

## Geographie
Toyota liegt östlich von Nagoya und nördlich von Okazaki am Ufer des Yahagi.

## Geschichte
Toyota hieß ursprünglich Koromo (挙母) und war eine alte Burgstadt, in der während der Edo-Zeit ein Zweig des Naitō-Klans residierte. Seit dem 1. Januar 1959 trägt sie ihren heutigen Namen. Am 1. April 2005 schloss sich Toyota mit sechs Nachbargemeinden zusammen. Die Stadtfläche wuchs von 290,11 km² auf 918,47 km² und die Einwohnerzahl von 346.213 auf rund 406.000.

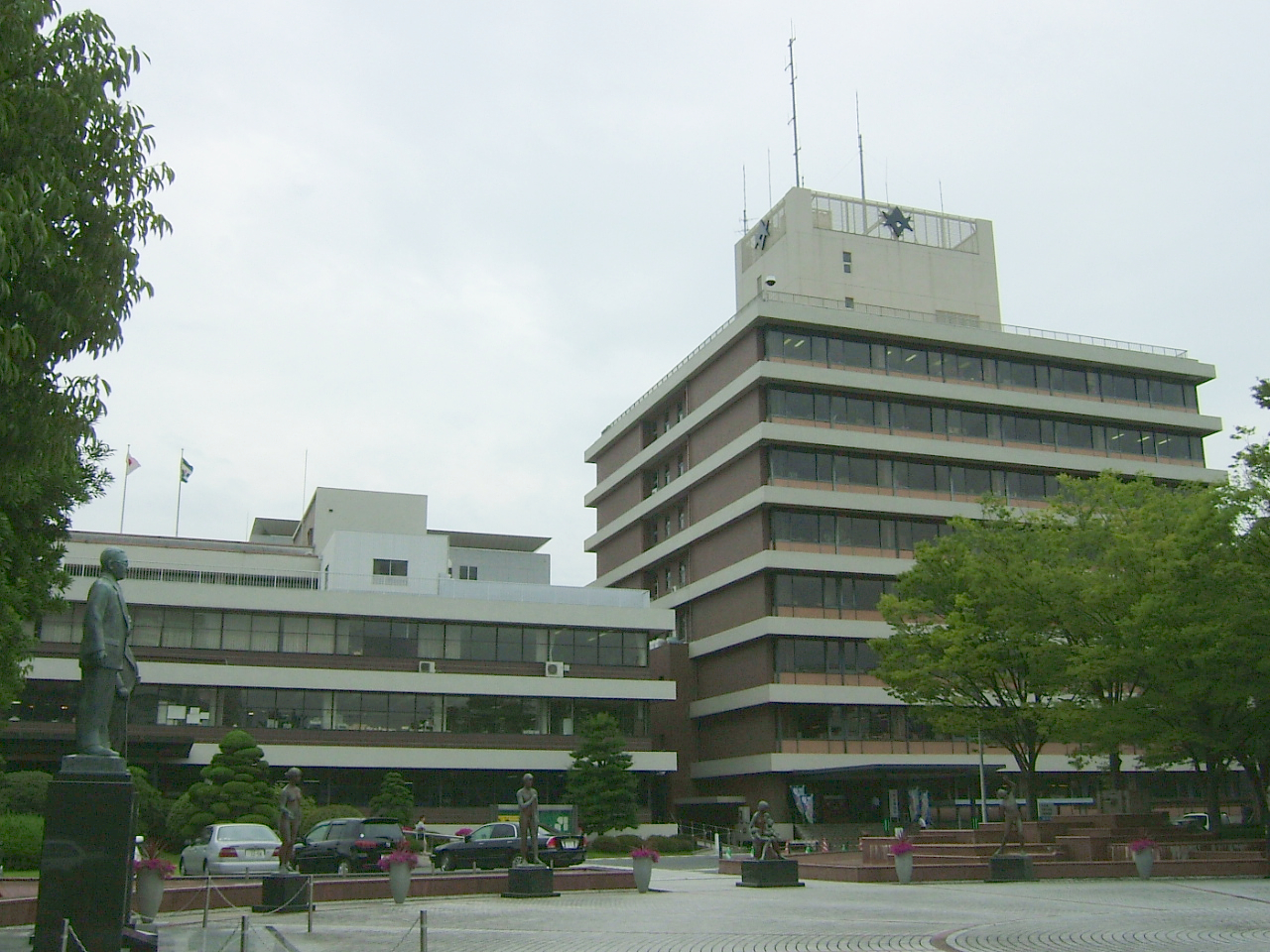
Rathaus von Toyota

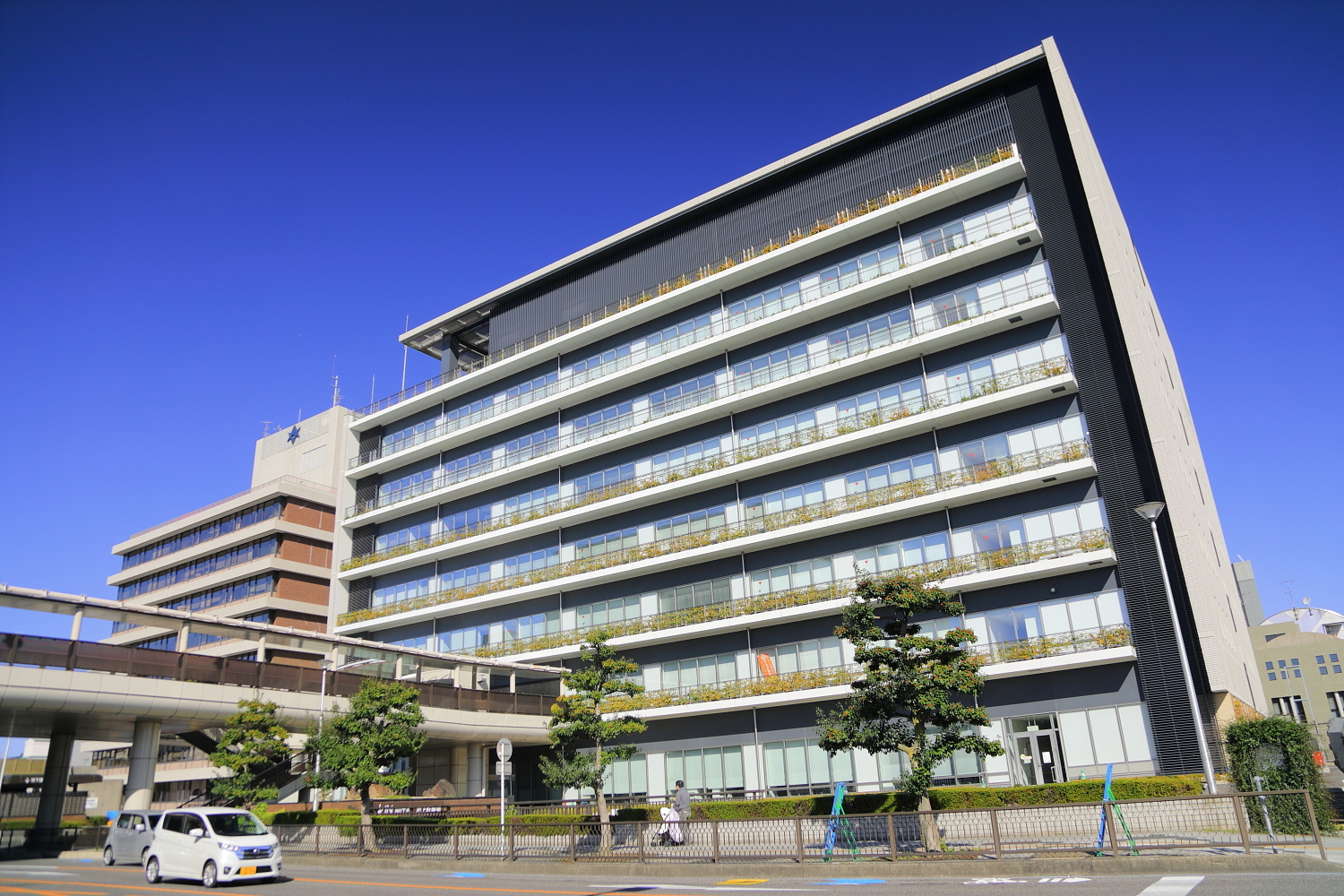
Rathaus

## Wirtschaft
Die Wirtschaft ist monoindustriell von der Kfz-Industrie geprägt, ähnlich wie Wolfsburg in Deutschland oder Detroit in den Vereinigten Staaten. Die Hauptverwaltung und 7 von 12 japanischen Werken der Toyota Motor Corporation befinden sich in der Stadt.
Durch die Subprimekrise und deren Folgen für den Konzern Toyota fehlten der Stadt 2009 750 Mio. Euro an Unternehmenssteuer. Außerdem hatte die Stadt die höchste Arbeitslosenquote im ganzen Land.
Viele Zeitarbeiter kommen aus Billiglohnländern wie China und Brasilien.

## Sport
Das Toyota-Stadion war einer der Austragungsorte der Rugby-Union-Weltmeisterschaft 2019.

## Bauwerke
- Toyota Stadium
- Toyota Industry and Culture Center
- Städtisches Kunstmuseum
- Mehrzweckhalle SkyHall

## Verkehr
Toyota wird von zwei Linien der Bahngesellschaft Meitetsu bedient. Die Meitetsu Toyota-Linie führt von Toyotashi über Umetsubo in Richtung Nagoya westwärts nach Akaike, wo sie zur U-Bahn Nagoya durchgebunden wird. In Nord-Süd-Richtung verläuft die Meitetsu Mikawa-Linie von Sanage über Umetsubo und Toyotashi nach Chiryū, wo Anschluss an die Meitetsu Nagoya-Hauptlinie besteht. Ebenfalls in Nord-Süd-Richtung durch Toyota führt die Aichi-Ringlinie, die Okazaki via Shin-Toyota mit Kōzōji verbindet. Am nordwestlichen Stadtrand kann im Bahnhof Yakusa der Aichi-Ringlinie zur Linimo-Magnetschwebebahn umgestiegen werden.
- Straße:
  - Tōmei-Autobahn, seit 2014 Anschluss an die Shin-Tōmei-Autobahn
  - Ise-Wangan-Autobahn
  - Tōkai-Kanjō-Autobahn
  - Nationalstraßen 153, 155, 248, 257, 301, 419, 420, 473

## Städtepartnerschaften
- Detroit, Vereinigte Staaten
- Derby, Vereinigtes Königreich

## Söhne und Töchter der Stadt
- Honda Shūgo (1908–2001), Literaturkritiker
- Satoru Terao (* 1975), Shorttracker
- Takuya Haneda (* 1987), Kanute
- Miliyah Katō (* 1988), J-Pop-Singer-Songwriterin
- Kana Ichikawa (* 1991), Sprinterin
- Yūji Kajikawa (* 1991), Fußballspieler
- Masayuki Okuyama (* 1993), Fußballspieler

## Angrenzende Städte und Gemeinden
- Präfektur Aichi
  - Okazaki
  - Kariya
  - Anjō
  - Seto
  - Chiryu
  - Nagakute
  - Nisshin
  - Miyoshi
  - Shinshiro
  - Shitara
- Präfektur Gifu
  - Ena
  - Toki
  - Mizunami
- Präfektur Nagano
  - Neba